# Tomás Solórzano
Tomás Solórzano – wenezuelski zapaśnik w stylu wolnym. Brązowy medalista igrzysk panamerykańskich i mistrzostw panamerykańskich w 2007. Trzeci na igrzyskach Ameryki Południowej w 2006. Wicemistrz igrzysk boliwaryjskich w 2005 roku.